# William Collins (poeta)

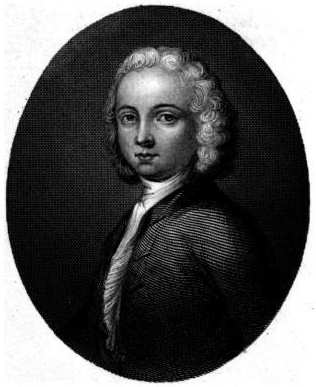
William Collins (poeta)

William Collins (Chichester, 25 de diciembre de 1721 – Chichester, 12 de junio de 1759) fue un poeta inglés, uno de los poetas de cementerio.
Nacido en Chichester, West Sussex, estudió en el Winchester College y en la Universidad de Oxford. Se trasladó a Londres en los cuarenta del siglo XVIII. Vivió en un estado próximo a la miseria, perdida la razón en sus últimos años, que pasó en Chichester. Murió en un manicomio.
Su influencia sólo fue superada por la de Thomas Gray. Fue un importante poeta de mediados del siglo XVIII. Sus odas líricas marcaron el distanciamiento respecto a la poesía de la generación de Alexander Pope y apuntaban a la era romántica que le seguiría; por ello es considerado precursor del romanticismo. Sus poesías no recibieron el aplauso público que merecían.

## Obras
- Églogas persas (Persian Eclogues) (1742).
- Odas descriptivas y alegóricas (Odes on Several Descriptive and Allegorical Subjects) (1746). Esta obra lo colocó entre los primeros poetas líricos de Inglaterra. De ellas destaca sobre todo la Oda a las pasiones.
- Ode on the Death of Thomson (1749)
- Ode on the Popular Superstitions of the Highlands (1750)

Una buena edición de sus obras es la de Alexander Dyce, con notas, Londres, 1827.